# 本町館
本町館（ほんまちかん）は、日本の映画館である。1920年（大正9年）8月31日、京都府京都市下京区（現在は東山区域）の本町塩小路に映画常設館として開館、以来、第二次世界大戦による戦時休館や改築を経て、現在に至るまで営業を続けている。

## 沿革
- 1920年8月31日 - 開館[12]
- 1944年11月2日 - 戦時休館
- 1951年 - 再開館[1]
- 1982年 - 改築[1]
- 2003年3月 - 場内・客席を改装[1]

## データ
- 所在地 : 京都府京都市東山区本町通塩小路下ル本町八丁目75番[1][16]
  - デイサービスセンター「すばる東山」の建物2階[1]
- 経営 : 
  1. 寶座株式会社[12]
  2. 京都土地興業[3]
  3. 谷口興行社（谷口源蔵[9]）
  4. 谷口禎一[13]
  5. 谷口彰 [16]
- 構造 : 木造二階建 ⇒ 鉄筋コンクリート造三層二階建（1982年[1]）
- 観客定員数 : 900名（1927年[3]・1929年[4]・1930年[5]） ⇒ 484名（1942年[7]・1943年[8]） ⇒ 400名（1951年[1]） ⇒ 100名（1985年[13]） ⇒ 85名（2013年[1][16][17]）

## 概要

『湯けむり温泉芸者 お座敷で枕芸』『未亡人の寺 夜泣き部屋にて…』『人妻や･り･ま･ん旅行 うずく肉体』などを上映中の本町館

1920年（大正9年）8月31日、京都府京都市下京区（現在は東山区域）本町塩小路に映画常設館として新設され、同館を経営する寶座株式会社は、同日開館式を挙行した。当初は日活作品を上映した。現在の公式ウェブサイトには「戦前は芝居小屋でした」との記述があるが、同館は当初から活動写真のために設けられており、同時代の資料からは見当たらない。経営元の寶座（大宮七条下ル）も、1925年（大正14年）に発行された『日本映画年鑑 大正十三・四年』によれば日活作品を興行する映画館になっており、当時七条通近辺にはほかに、松竹キネマ作品を興行する蛭子館（ヱビス館、七条新町角）、東亜キネマ作品を興行する南大正座（現在の東寺劇場）が存在した。
やがて寶座、ヱビス館ともども、同館も京都土地興業（代表・横田永之助）に経営が移る。1927年（昭和2年）に発行された『日本映画事業総覧 昭和二年版』によれば、京都土地興業は京都市内外に寶座、ヱビス館、本町館のほか、帝國館（のちの京都日活映画劇場）、マキノキネマ（新京極マキノキネマ）、西陣帝國館（のちの大宮東宝映画劇場）、千本座（のちの千本日活館）、伏見帝國館、電氣館（のちの福知山第一日活館、現在の福知山シネマ）と合計9館を経営していた。当時の同館は、興行系統は日活、代表は堤好亮、支配人は新発田保、観客定員数は900名であった。同年12月23日付の『大阪朝日新聞京都版』記事によれば、京都府監督課建築係の劇場・活動写真館（映画館）・寄席の建築の調査を行った結果として、同館は「その主要部に多少の補修を要する」と指摘された。1929年（昭和4年）には、同館が所在した下京区のうち鴨川より東が分区して東山区となった。『日本映画事業総覧 昭和三・四年版』（1929年）、『日本映画事業総覧 昭和五年版』（1930年）によれば、当時の興行系統・観客定員数は以前と変わっていないが、前者では経営・支配人が小西新太郎、後者では経営が高橋良守、支配人が横田ユキ、と記述されている。
第二次世界大戦が始まり、戦時統制が敷かれ、1942年（昭和17年）、日本におけるすべての映画が同年2月1日に設立された社団法人映画配給社の配給になり、映画館の経営母体にかかわらずすべての映画館が紅系・白系の2系統に組み入れられるが、『映画年鑑 昭和十七年版』には同館の興行系統については記述されていない。当時の同館の経営は京都土地興業、支配人は灰原安次郎、観客定員数は484名に縮小している。1944年（昭和19年）11月2日付の『大阪朝日新聞京都版』によれば、同日、大日本興行協会京都府支部の決定により、京都市内の映画館のうち11館が同日付で休館に入り、倉庫・雑炊食堂に転換することになった。このとき同館は、寶座や堀川中央館、西陣大映劇場、長久座（西陣長久座）、八千代館（のちの京都八千代館）等とともに休館対象となり、同日付で休館した。
戦後は、1951年（昭和26年）に木造二階建、観客定員数400名で再開館を果たす。東宝・松竹・大映・日活・東映の各社の作品を上映する邦画混映館であった。この時代の経営は、谷口源蔵が代表を務める谷口興行社、同館の支配人も兼ねていた。同社は同府綾部市の栄楽劇場も経営した。『映画便覧 1969』には、同館が京都東山本町劇場（きょうとひがしやまほんまちげきじょう）と記されているが、すぐに従来の名称に戻っている。
1971年（昭和46年）11月に日活ロマンポルノが開始されると、同館も成人映画館に業態を変更している。この頃には、松竹芸能所属の芸人がネタ・演芸を披露するショーも行われ、ゼンジー北京や正司敏江・玲児などが出演していたという。1982年（昭和57年）には現在の鉄筋コンクリート造三層二階建に改築して、観客定員数は100名に縮小、1988年（昭和63年）6月のロマンポルノ終焉以降は、新東宝映画、エクセスフィルム（新日本映像）、オーピー映画（大蔵映画）を上映している。2003年（平成15年）3月には場内・客席を改装し、現在の状態をつくった。2013年（平成25年）現在の経営は谷口彰の個人経営、支配人は谷口昌子、観客定員数は85名、長らく従来通りのフィルムプリントによる映写上映が行われていたが。2015年（平成27年）4月現在はデジタルシネマでの上映となっている。現在の3本立て興行の料金は、一般1,200円、学生・女性1,000円である（2013年）。